# Амарула

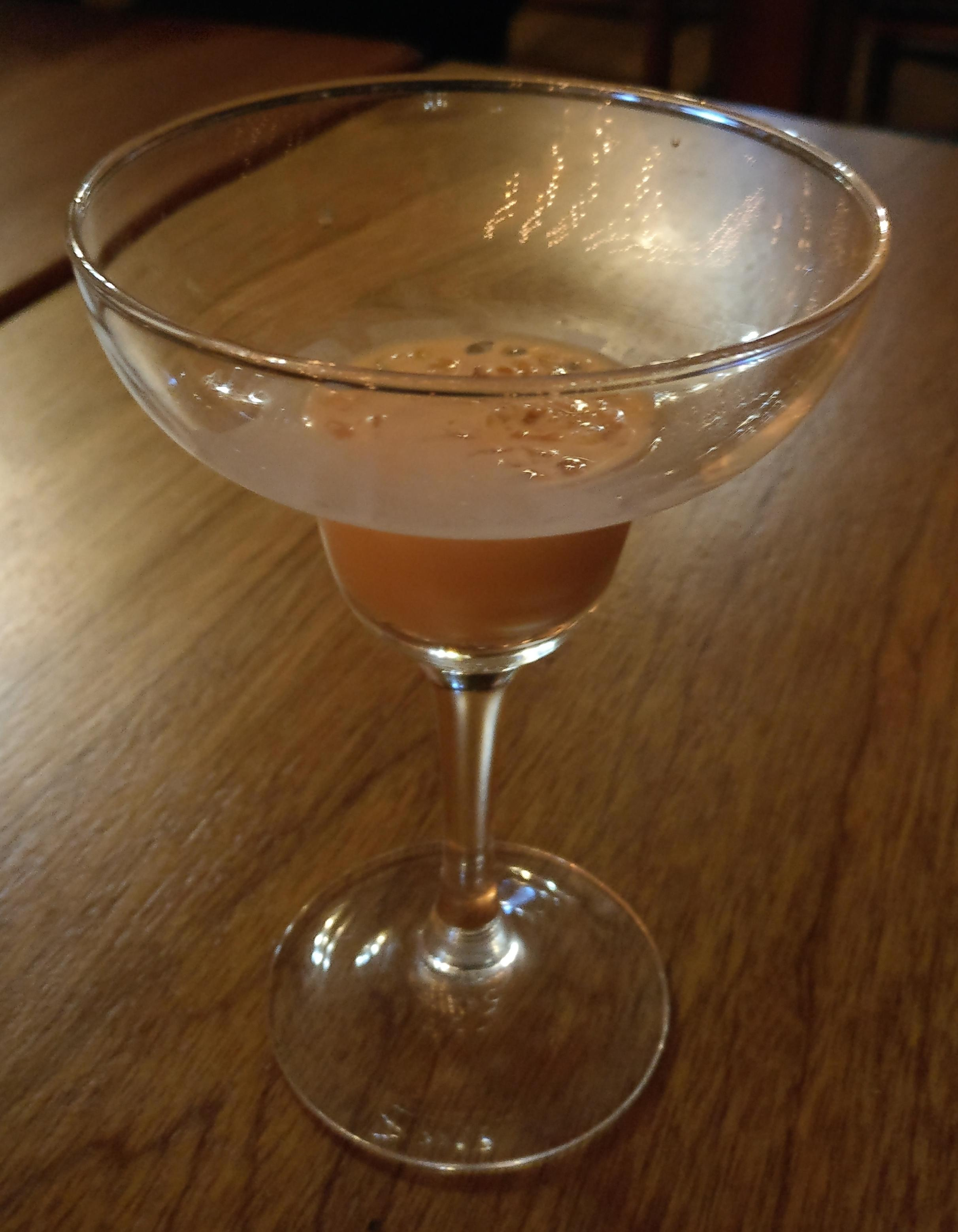
Амарула

Амарула (англ. Amarula) — південноафриканський вершковий лікер з плодів дерева марула (також відоме як слонове дерево). Вміст цукру 20 %, алкоголю 17 %. Розроблений у 1983 та виготовляється компанією «Southern Liqueur Co» з вересня 1989. Має легкий карамелевий смак з фруктовими нотками.
Оскільки дерево марула асоціюється зі слонами, виробник напою вибрав цю тварину як символ лікеру.
Займає друге місце за об'ємами продажу після лікеру Бейліс. Особливо популярний у Бразилії. Дуже відомий у Африці, особливо на південному та східному узбережжі. Нещодавно, Амарула почала експортуватись до США.

## Виготовлення
Плоди марули, які містять багато цукру, проходять ферментацію, у ході якої утворюється алкоголь. Після цього отримана рідина піддається перегонці. Далі дистилят два роки зберігається у дубових бочках. Після цього цей напій змішують з соком свіжих плодів марули та вершками..